# Alejandro Escovedo
Alejandro Escovedo (* 10. Januar 1951 in San Antonio, Texas) ist ein US-amerikanischer Sänger mexikanischer Abstammung.

## Biografie
Escovedos Musikkarriere begann Mitte der 1970er mit der Punkband The Nuns. Ein paar Jahre später gründete er mit anderen Rank and File, die 1982 mit Sundown ein eigenes Album veröffentlichte. Kurz darauf verließ er jedoch schon wieder die Band und startete mit seinem Bruder Javier die True Believers. EMI nahm sie unter Vertrag, sie tourten unter anderem mit Los Lobos und sie nahmen zwei Alben auf. Doch als das Label vorzeitig den Vertrag beendete, bedeutete das letztlich auch das Aus für die Band.
1992 erschien das erste Soloalbum von Alejandro Escovedo mit dem Titel Gravity. Parallel zu seiner Solokarriere spielte er in den 1990er Jahren außerdem in der Band Buick MacKane. 2003 hatte er einen gesundheitlichen Rückschlag wegen einer verschleppten Hepatitis C. Nachdem die Krankheit überwunden war, begann seine Zusammenarbeit mit Produzent Tony Visconti. Sie verhalf ihm zu späten Ehren und mit seinem 2008er Album Real Animal, wofür er sämtliche Songs gemeinsam mit Chuck Prophet verfasste, kam er erstmals in die US-Albumcharts. Auch das Nachfolgealbum Street Songs of Love erreichte zwei Jahre später die Charts.
Alejandro Escovedo ist der Bruder von Ex-Santana-Schlagzeuger Pete Escovedo und damit Onkel von Sheila Escovedo, bekannt als Sheila E.

## Diskografie
Alben
- Gravity (1992)
- Thirteen Years (1994)
- The End / Losing Your Touch (1994)
- With These Hands (1996)
- More Miles Than Money: Live 1994–1996 (1998)
- Bourbonitis Blues (1999)
- A Man Under the Influence (2001)
- By the Hand of the Father (2002)
- The Boxing Mirror (2006)
- Real Animal (2008)
- Street Songs of Love (2010)
- Big Station (2012)
- The Crossing (2018)

Tribute-Alben
- Por Vida: A Tribute To The Songs Of Alejandro Escovedo (2004, Doppel-CD)